# دفاع مشروع
دفاع مشروع یا دفاع قانونی حقی است که حقوق کیفری برای اشخاص در مورد دفاع از خود یا افراد دیگر [در صورت نیاز به کمک] در هنگام حمله افراد دیگر قائل شده‌است. دفاع مشروع در جایی پدید می‌آید که به‌جز ارتکاب جرم هیچ راه دیگری برای دفع خطر ممکن نباشد. در این صورت مدافع نه تعقیب و مجازات می‌شود و نه ضامن خساراتی است که به بار می‌آورد.
دفاع مشروع اصلی پذیرفته در تمامی نظام‌های حقوقی است. هر چند در مورد منشأ پیدایش این حق اختلافات زیادی وجود دارد ولی شرایط آن با اختلاف جزئی در تمامی نظام‌های حقوقی یکسان است.

## دفاع مشروع در قوانین ایران
در قوانین ایران افراد حق دفاع از جان، مال، عِرض، ناموس و آزادی خود را در هنگام تجاوز یا خطر حتمی قریب‌الوقوع باارتکاب رفتار دفع کننده خطر دارند. مشروط بر این‌که دفاع آن‌ها با خطر متناسب باشد و توسل بدون فوت وقت قوای دولتی عملاً ناممکن باشد. همین شرایط در مورد دفاع از افراد دیگر نیز صادق است به‌شرطی که خود آن‌ها ناتوان از دفاع بوده یا نیاز به کمک داشته باشند.
هرگاه فردی در مقام دفاع از نفس، عِرض، ناموس، مال یا آزادی تن خود یا دیگری در برابر هرگونه تجاوز یا خطر فعلی یا قریب‌الوقوع با رعایت مراحل دفاع مرتکب رفتاری شود که طبق قانون جرم محسوب می‌شود، در صورت اجتماع شرایط زیر مجازات نمی‌شود:
الف- رفتار ارتکابی برای دفع تجاوز یا خطر ضرورت داشته باشد. اگر مدافع (دفاع‌کننده) بتواند فرار کند یا از راه‌های دیگر مانند فریاد زدن بتواند از دیگران کمک بگیرد و به این نحو متجاوز را دفع کند، باید از همان روش استفاده کند؛ مثلاً اگر شخصی به دیگری حمله کند و کسی که مورد حمله قرار گرفته بتواند از مأموران انتظامی کمک بگیرد، ولی به جای کمک گرفتن از آن‌ها خودش به دفاع بپردازد و در حین دفاع رفتاری را انجام دهد که به مرگ مهاجم منتهی شود، نمی‌توان گفت: چنین دفاعی مشروع است. در واقع یکی از مهم‌ترین شرایط برای مشروع بودن دفاع این است که دفاع تنها راه ممکن برای دفع خطر و رهایی از حمله باشد و دفع مهاجم به هیچ وسیله‌ای ممکن نباشد. فرض کنید شخصی با قمه به دیگری حمله می‌کند و کسی که مورد حمله قرار گرفته‌است قمه را از دست او بگیرد و سپس با همان قمه فرد مهاجم را بکشد.
در این حالت نمی‌تواند ادعا کند که برای دفاع از خودش مهاجم را کشته‌است، زیرا با گرفتن قمه از دست مهاجم، خطر رفع شده‌است و نمی‌توان گفت: ارتکاب این رفتار برای دفع خطر ضرورت دارد. شاید شخص چنین تصوری داشته باشد که برای دفاع از خودش دست به این کار زده‌است، اما در واقع این رفتار بیش از آن‌که با دفاع مشابهت داشته باشد، با انتقام شباهت دارد.
ب- دفاع مستند به قرائن معقول یا خوف عقلائی باشد. طبق صدر ماده ۱۵۶ زمانی دفاع را می‌توان مشروع تلقی کرد که یا خطر و حمله تحقق (فعلیت) پیدا کرده‌باشد (خطر فعلی؛ یعنی ابتدا خطر به‌طور کامل محقق شود و پس از آن فرد در مقابل آن به دفاع بپردازد) یا این‌که خطر، قریب‌الوقوع بوده و با قرائنی معلوم باشد.
در صورت قریب‌الوقوع بودن خطر باید دفاع فرد مستند به قرائن معقول یا خوف عقلائی صورت بگیرد؛ یعنی هر انسان عاقل و متعارفی که در این شرایط قرار داشته باشد، به این نتیجه برسد که خطری او را تهدید می‌کند و برای رهایی از این خطر و آثار مربوط به آن باید اقدامی انجام دهد. در هر پرونده با توجه به اوضاع و احوال و شرایط مشخص می‌شود که آیا خطر قریب‌الوقوع بوده‌است یا خیر.
پ – خطر و تجاوز به سبب اقدام آگاهانه یا تجاوز خود فرد و دفاع دیگری صورت نگرفته باشد. اگر شخصی رفتاری انجام دهد که موجب شود دیگری تحریک شده و به او حمله کند، نمی‌تواند دفاع خود در برابر این حمله را دفاع مشروع تلقی کند. از این رو بخاطر مشروع نبودن چنین دفاعی، اگر در جریان آن دست به قتل یا ضرب و جرح مهاجم بزند، مسئول رفتار خود بوده و بخاطر آن مجازات خواهد شد، زیرا خود او با انجام رفتارهای تحریک‌آمیز زمینهٔ آن هجمه و حمله را فراهم کرده بود.
برای مثال اگر شخصی با کتک زدن دیگری، او را تحریک کند و این شخص در اثر ایراد ضرب‌وجرح عمدی، تحریک شده و به او حمله کند، فردی که ابتدائاً تهاجم کرده بود و حالا مورد حمله واقع شده‌است، نمی‌تواند دفاع خود در برابر این حمله را دفاع مشروع بداند.
ت- توسل به قوای دولتی بدون فوت وقت عملاً ممکن نباشد یا مداخله آنان در دفع تجاوز و خطر مؤثر واقع نشود. اگر شخصی که مورد حمله واقع شده‌است بتواند با کمک گرفتن از مأموران انتظامی خطر و تجاوز ایجاد شده را از خود دفع کند، دیگر حق نخواهد داشت که شخصاً خطر یا تجاوز ایجاد شده را دفع کند، زیرا دفاع وظیفهٔ اصلی قوای دولتی است و درنظرگرفتن حق دفاع برای شهروندان مربوط به حالتی است که امکان انجام این وظیفه از جانب آنان وجود نداشته باشد؛ بنابراین اگر شخصی در مقام دفاع از خود، دست به ارتکاب قتل بزند در صورتی که شرایط ۴گانهٔ بالا وجود داشته باشد، این قتل را در مقام دفاع مشروع مرتکب شده‌است و، چون دفاع مشروع از علل موجههٔ جرم است، نمی‌توان این شخص را به مجازات قتل محکوم کرد حتی اگر به صورت عمدی مرتکب این قتل شده باشد.

## دفاع مشروع در قوانین کیفری ایران
دفاع مشروع در قوانین کیفری ایران به معنای ارتکاب عملی که شخص در مقام حفاظت از خود یا دیگری، در برابر تجاوز یا خطر، انجام می‌دهد. این نوع دفاع، به شخص اجازه می‌دهد که در مواجهه با خطراتی مانند تجاوز به جان، مال، عرض یا ناموس، اقداماتی انجام دهد که در شرایط مشخص به عنوان دفاع مشروع تلقی می‌شود. این اقدامات، بر اساس شرایطی که در قوانین کیفری ایران تعریف شده‌اند، قابل قبولی دارند و می‌توانند به عنوان موانعی برای مسئولیت کیفری شخص مورد بررسی قرار گیرند.

## قتل در مقام دفاع از دیگران
گاهی قتل در مقام دفاع مشروع از دیگران رخ می‌دهد، اما در صورتی می‌توان گفت: قتل در مقام دفاع مشروع از دیگران موجه است که یکی از شرایط زیر وجود داشته باشد:
الف. دفاع شونده از نزدیکان دفاع‌کننده باشد.
ب. مسئولیت دفاع از او (دفاع‌شونده) برعهدهٔ دفاع‌کننده باشد.
پ. دفاع‌شونده نتواند از خود دفاع کند.
ت. دفاع‌شونده از دیگران تقاضای کمک کند یا در وضعیتی باشد که امکان کمک گرفتن از دیگران را نداشته باشد.
در صورتی که قتل در مقام دفاع مشروع رخ داده باشد، دیه هم ساقط می‌شود جز در مواقعی که شخص بخواهد از خودش در برابر شخص دیوانه (در اصطلاح حقوقی یعنی مجنون) دفاع کند. در این مورد دیهٔ شخص دیوانه از بیت‌المال پرداخت خواهد شد.